# Манзил
Манзил (арабски: منزل; множествено число маназил, منازل) е арабска дума, която означава една седма част от Корана. Той е разделен на 7 равни части с цел рецитиране на целия Коран за 7 нощи, т.е. една седмица.
Другото значение на думата е колекция от подбрани аяти от Корана, които според хадисите Мохамед е препоръчал срещу магии.

## Манзили в Корана
Седемте манзила са както следва:
1. от сура Ал-Фатиха до сура Ан-Ниса
2. от сура Ал-Маида до сура Ат-Тауба
3. от сура Юнус до сура Ан-Нахл
4. от сура Ал-Исра до сура Ал-Фуркан
5. от сура Аш-Шуара до сура Йа Син
6. от сура Ас-Саффат до сура Ал-Худжурат
7. от сура Каф до сура Ан-Нас

## Предпазна мярка срещу магии
Манзилът срещу магии се състои от следните сури и аяти:
- сура Ал-Фатиха
- сура Ал-Бакара, аяти 1-5, 163, 255-257, 284-286
- сура Ал-Имран, аяти 18, 26-27
- сура Ал-Араф, аяти 54-56
- сура Ал-Исра, аяти 110-111
- сура Ал-Муаминун, аяти 115-118
- сура Ас-Саффат, аяти 1-11
- сура Ар-Рахман, аяти 33-40
- сура Ал-Хашр, аяти 21-24
- сура Ал-Джинн, аяти 1-4
- сура Ал-Кафирун
- сура Ал-Ихлас
- сура Ал-Фалак
- сура Ан-Нас